# Полуаутоматски пиштољ
Полуаутоматски пиштољ (енгл. Semi-automatic pistol), пиштољ који користи енергију барутних гасова испаљеног метка за обављање потребних радњи ради опаљења наредног, изузев самог опаљивања, које је ручно.

## Дефиниција
Иако се у старијој српској и српскохрватској литератури често називају аутоматским пиштољима, ови пиштољи разликују се од правог аутоматског оружја, по томе што је код њих аутоматизован процес пуњења и запињања ударне игле затварача, док је само опаљивање увек ручно - дакле, нема рафалне паљбе, која постоји код аутомата.

## Историја
Први аутоматски пиштољ био је аустријски Шенбергер М1892 калибра 8 мм, али, због сложености механизма за опаљивање, није нашао ширу примену. Немачки пиштољ Борхарт М1893 калибра 7,65 мм био је први те врсте који се масовно производио и користио. Пунио се из оквира, смештеног у рукохвату, а радио је на принципу кратког трзања затварача. На истом принципу развијен је и пиштољ Борхарт-Лугер (Парабелум). Почетком 20. века, после усавршавања и увођења у производњу, аутоматски пиштољи уводе се у наоружање већине армија. Из тог периода познати су пиштољи Шварцлозе (М1893, М1895, М1898), Бергман (М1894 и М1897), Манлихер (М1894, М1901 и М1903), Дормус М1894, Колт-Ебетс (М1894 и М1899). На њиховим конструктивним принципима производе се сви каснији полуаутоматски пиштољи.

## Механизам дејства
Механизам дејства модерних пиштоља је углавном двојакː са трзањем затварача и са кратким трзањем цеви.

### Трзање затварача
Код пиштоља са трзањем затварача барутни гасови испаљеног метка потискују преко чауре затварач уназад све док се он не одвоји од цеви и при томе, извлачи и избацује празну чауру и запне ударач (ороз). Затим се, под утицајем повратне опруге која је била сабијена уназад, затварач враћа у првобитни положај и уводи нови метак из оквира у лежиште метка. Опаљује се повлачењем обарача који ослобађа ударач, а овај, под дејством опруге, удара ударну иглу која активира капислу метка. Овај тип пиштоља први је конструисао Фердинанд Манлихер 1894. године. Најпознатији пиштољи овог типа суː
- Берета М1934,
- Браунинг (М1903, М1910, М10/22)
- Стар М1935,
- Валтер М38,
- Макаров.[1]

### Кратко трзање цеви
Код пиштоља са кратким трзањем цеви под притиском барутних гасова испаљеног метка цев се трза уназад заједно са затварачем мањи део пута, затим се затварач одваја од цеви, извлачи и избацује празну чауру и запиње ударач. Затим се, под утицајем сабијене повратне опруге, затварач враћа у првобитни положај, уводи нови метак из оквира у цев и сам се забрави за цев. Опаљује се повлачењем обарача који ослобађа ударач, а овај, под дејством опруге, удара ударну иглу која активира капислу метка. Овај тип пиштоља први је успешно конструисао Немац Хуго Борхарт 1893. године (Борхарт М1893), а до 1900. усавршио га је Георг Лугер. Најпознатији пиштољи овог типа суː
- Браунинг М1935
- Колт М1911
- Тула-Токарев ТТ-30
- СИГ М46/47.[1]